# Shahana Hajiyeva
Shahana Hajiyeva (6 juli 2000) is een Azerbeidzjaans paralympisch judoka. Ze won de gouden medaille op het 48 kg-onderdeel voor vrouwen tijdens de Paralympische Zomerspelen van 2020 in Tokio.
In mei 2025 werd, tijdens de medische classificatie voor de IBSA Judo Wereldkampioenschappen van 2025 in Astana, bekend dat Hajiyeva geen visuele beperking heeft volgens de nieuwe regels voor de categorisering van atleten. Hierop werd besloten dat zij permanent werd gediskwalificeerd van deelname aan parajudowedstrijden.